# Carlo Poma
Carlo Poma, né le 7 décembre 1823 à Mantoue et mort le 7 décembre 1852 à Belfiore, est un médecin italien, un combattant pour la liberté et un des martyrs de Belfiore.

## Biographie
Carlo Poma est le fils de Leopoldo qui meurt alors qu'il est âgé de treize ans, et de  Anna Filippini. Après avoir fréquenté le Regio Ginnasio de Mantoue, il étudie la médecine à l'université de Pavie. Après son diplôme, il retourne dans sa ville natale où il prend son service à l'hôpital local. Dans le même temps, il devient un adepte des idées de Giuseppe Mazzini. Il entre dans une société secrète fondée à Mantoue par le prêtre Enrico Tazzoli qui lutte contre la domination autrichienne en Italie du Nord. La maison de Carlo Poma est utilisée par les conspirateurs comme dépôt pour les tracts et autres écrits révolutionnaires. La police autrichienne découvre les conspirateurs grâce à une perquisition, et en juin 1852, Poma est arrêté avec ses amis. Les autrichiens trouvent également une liste de révolutionnaires qui leur permet de nouvelles arrestations.
Carlo Poma est condamné à mort par pendaison en novembre 1852. Il est exécuté le jour de son vingt-neuvième anniversaire, le 7 décembre 1852 avec Giovanni Zambelli, Angelo Scarsellini, Enrico Tazzoli et Bernardo De Canal, dans la vallée de Belfiore, aux portes de Mantoue.
En raison de sa mort tragique, Carlo Poma est considéré comme un des héros et une des personnalités importantes du Risorgimento. L'hôpital de Mantoue où il a travaillé porte depuis son nom.

## Villa Poma
Le 13 novembre 1852, le conseil communal de Mulo délibère le changement de nom de sa commune en Villa Poma en l'honneur du Docteur Carlo Poma qui y avait passé une partie de son enfance dans une maison construite sur un terrain hérité de sa mère, Anna Filippini. Son profil apparait sur les armoiries de la commune accordées par décret royal le 24 janvier 1869.

## Divers
De nombreuses communes ont donné le nom de Carlo Poma à une de leurs rues, dont Rome, Milan, Turin, Pesaro et Pomeza.

Dans une histoire du journal de Mickey, dans une Amérique à connotation italienne, apparaît une plaque avec le nom de Carlo Poma.

## Sources
- (it) Cet article est partiellement ou en totalité issu de l’article de Wikipédia en italien intitulé « Carlo Poma » (voir la liste des auteurs).
- (it) Luigi Martini, Il confortatorio di Mantova negli anni 1851, 52, 53 e 55, vol. II, Mantoue, Tipografia Bortolo Balbiani, 1870, 2e éd., 336 p. (lire en ligne)
- (it) Costantino Cipolla, Belfiore : I comitati insurrezionali del Lombardo-Veneto ed il loro processo a Mantova del 1852-1853, t. I, Milan, FrancoAngeli, 2006, 976 p. (lire en ligne)
- (it) Costantino Cipolla, Belfiore : Costituti documenti tradotti dal tedesco ed altri materiali inediti del processo ai Comitati insurrezionali del Lombardo-Veneto (1852-1853), t. II, Milan, FrancoAngeli, 2006, 865 p. (lire en ligne)